# Pouteria lucumifolia
Pouteria lucumifolia là một loài thực vật có hoa trong họ Hồng xiêm. Loài này được (Reissek ex Maxim.) T.D.Penn. miêu tả khoa học đầu tiên năm 1990.